# Terry Fox
Terrance Stanley "Terry" Fox (Winnipeg, Kanada, 28. srpnja 1958. – New Westminster, 28. lipnja 1981.), kanadski humanitarac, sportaš i borac protiv raka. 
Postao je poznat po svome Maratonu nade, utrci kroz Kanadu koju je trčao s umjetnom nogom kako bi skupio novac za istraživanje raka. U spomen na njega svake godine u rujnu ljudi iz raznih zemalja sudjeluju u utrci Utrka Terryja Foxa (engl. Terry Fox Run), najvećoj jednodnevnoj akciji prikupljanja novca za borbu protiv raka.  

## Životopis
Terry Fox rodio se u gradu Winnipeg, Manitoba, a odrastao je u gradu Port Coquitlam, Britanska Kolumbija. 

### Sport
Kao dječak i kasnije mladić strastveno je volio sport i intenzivno se bavio njime. Nije bio snažan i velik stoga je morao puno više trenirati nego njegovi vršnjaci, što mu nije predstavljalo veliki problem zbog njegove upornosti. 
U srednjoj školi Fox je volio košarku i želio je igrati na poziciji graditelja igre za svoju srednjoškolsku momčad. Pošto je bio nizak morao je svaki dan trenirati. Uskoro je postao najbolji branič svoje momčadi i uspio u svome naumu.
Kao mladić osvojio je brojne medalje u skokovima u vodu i plivanju impresiravši mnoge ljude svojom kondicijom i izdržljivošću. Iako su mu mnogi trener savjetovali da se počne baviti vodenim sportovim profesionalno Fox je odlučio slijediti svoj san da postane nastavnik tjelesnog odgoja. Nakon završetka srednje škole krenuo je na sveučilište u gradu Burnaby, Britanska Kolumbija, gdje je studirao kineziologiju.

### Nesreća
Dana 12. studenog 1976. godine Fox je vozeći kući svoj automobil doživio prometnu nesreću. Zabio je svoj mali automobil u kamion. Na sreću nije bilo stradalih, jedino je Terry koji je i skrivio nesreću, osjećao bol u desnom koljenu.

### Osteosarkom
Godine 1977. žaleći se na bol u desnom koljenu, Terry Foxu dijagnosticiran je zloćudni tumor kosti osteosarkom. Tada jedino liječenje te bolesti bila je amputacija. Desna noga mu je amputirana nekoliko centimetara iznad koljena.

### Maraton Nade
Tri godine nakon što je u dobi od 18 godine izgubio nogu, mladi sportaš odlučio je trčati od obale do obale kako bi skupio novac za istraživanje raka. Kada je stvarao Maraton Nade ideja mu je bila skupiti 1 dolar od svakog kanadskog državljanina.
Utrka je počela 12. travnja 1980. godine. Fox je toga dana umočio nogu u Atlantski ocean. Cilj mu je bio namočiti ponovno nogu, ali u Tihi ocean u gradu Victoria, Britanska Kolumbija. 
Također je napunio dvije veće boce s vodom iz oceana. Jednu za uspomenu, a drugu kako bi je ulio u Pacifik. 
Planirao je pretrčati oko 42 km (26,2 milja) na dan. Međutim nije uspio. Metastaze osteosarkoma proširile su se u pluća i 1. rujna 1980. godine bio je prisiljen stati nadomak grada Thunder Bay, Ontario nakon 143 dana trčanja. Pretrčao je 5373 km (3339 milja, 3757 km dnevno/23,35 milja dnevno) kroz kanadske države: Newfoundland, Nova Scotia, Otok Princa Edwarda, New Brunswick, Quebec, i Ontario.

### Smrt
U lipnju 1981. godine Terry je dobio upalu pluća i 27. lipnja je pao u komu. Kasnije 28. lipnja u 4:35 je preminuo.

## Vanjske poveznice
- Terry Fox Run internetske stranice  Arhivirana inačica izvorne stranice od 14. svibnja 2005. (Wayback Machine)